# 65894 Echizenmisaki
65894 Echizenmisaki è un asteroide della fascia principale. Scoperto nel 1998, presenta un'orbita caratterizzata da un semiasse maggiore pari a 2,2582956 UA e da un'eccentricità di 0,1240257, inclinata di 1,34255° rispetto all'eclittica.